# Коктогай (Актюбинская область)
Коктогай (каз. Көктоғай, до 2009 г. — Голубиновка) — село в Алгинском районе Актюбинской области Казахстана. Входит в состав Каракудыкского сельского округа. Код КАТО — 153237200.

## Население
В 1999 году население села составляло 423 человека (213 мужчин и 210 женщин). По данным переписи 2009 года, в селе проживало 327 человек (165 мужчин и 162 женщины).